# Banco de Desarrollo del Consejo de Europa
El Banco de Desarrollo del Consejo de Europa es un banco de carácter multilateral de desarrollo. Se encuentra bajo la autoridad del Consejo de Europa, sin embargo, goza de plena y entera personalidad jurídica y es autónomo financieramente. 
Es el principal instrumento de la política de solidaridad llevada a cabo por el Consejo de Europa. El método que utiliza para la realización de proyectos es la concesión de préstamos. 
Desde su creación en 1956, el Banco de Desarrollo del Consejo de Europa canaliza la política de solidaridad europea a través de la concesión de préstamos y financiación de proyectos sociales, con especial atención a refugiados y situaciones de emergencia.
El Banco financia varios tipos de proyectos a través de préstamos o avales.
El capital social asciende a 5.472 millones de euros, repartidos entre los 41 Estados miembros. Acumula unas reservas de 2.149 millones de euros.
La organización del Banco es la siguiente:
- Consejo de Dirección (Governing Board): Establece las directrices de la actividad del Banco.

- Consejo de Administración. Ejerce los poderes que en él delega el Consejo de Dirección, establece y supervisa las políticas operacionales, aprueba los proyectos que el banco financia.

- Gobernador. El Gobernador es el representante legal del Banco.

- Consejo de Auditoría. Revisa las cuentas anuales.

España participa en los órganos de gobierno del Banco con los siguientes miembros:
- Consejo de Dirección: 1 Embajador ante el Consejo de Europa

- Consejo de Administración: 1 Administrador

- 1 Vicegobernador